# (7761) 1990 SL
(7761) 1990 SL là một tiểu hành tinh vành đai chính. Nó được phát hiện bởi Robert H. McNaught ở Đài thiên văn Siding Spring ở Coonabarabran, New South Wales, Australia, ngày 20 tháng 9 năm 1990.